# Discographie d'Avril Lavigne
La discographie d'Avril Lavigne, chanteuse et auteur-compositrice-interprète canadienne de pop rock, se compose de cinq albums studio, un album enregistré en concert, deux compilations, quatre maxis et de vingt-et-un singles.
Lavigne publie son premier album en juin 2002, album intitulé Let Go, il se classe à la deuxième position au Billboard 200 aux États-Unis se vendant à plus 18 millions d'exemplaires à travers le monde. Le disque est certifié six fois disque de platine aux États-Unis et sept fois en Australie. Le premier single Complicated, se classe à la première position en Australie et à la seconde aux États-Unis.
En mai 2004, Lavigne publie son second album studio, Under My Skin, qui se classe à la première position dans plusieurs pays dont l'Australie, le Canada, les États-Unis, le Royaume-Uni ou encore le Japon. En France, l'album s'est classé à la quatrième position. Under My Skin s'écoule à plus de 11 millions d'exemplaires vendus à travers le monde.
The Best Damn Thing sort au printemps 2007 et devient le deuxième album d'Avril Lavigne à se placer en tête du classement au Billboard 200. L'album est également numéro 1 au Royaume-Uni et en Allemagne. L'album s'écoule à 6 millions d'exemplaires.
En mars 2011, Lavigne publie son quatrième album studio, Goodbye Lullaby. L'album se classe numéro 1 dans plusieurs pays notamment en Corée du Sud, à Taïwan et en République tchèque. En France, l'album se classe à la quatrième place.

## Albums

### Albums studio
| Année | Album | Meilleure position | Meilleure position | Meilleure position | Meilleure position | Meilleure position | Meilleure position | Meilleure position | Meilleure position | Meilleure position | Meilleure position | Meilleure position | Meilleure position | Meilleure position | Certifications |
| Année | Album | É-U                | R-U                | AUS                | CAN                | IRL                | N-Z                | ALL                | FRA                | JPN                | P-B                | SUE                | NOR                | FIN                | Certifications |
| ----- | --- | ------------------ | ------------------ | ------------------ | ------------------ | ------------------ | ------------------ | ------------------ | ------------------ | ------------------ | ------------------ | ------------------ | ------------------ | ------------------ | --- |
| 2002  | Let Go - Sortie : 4 juin 2002 - Label : Arista - Formats : CD                                              | 2                  | 1                  | 1                  | 1                  | 2                  | 2                  | 2                  | 13                 | 6                  | 4                  | 6                  | 3                  | 9                  | - ALL : 2 × Platine - AUS : 7 × Platine - CAN : Diamant - É-U : 7 × Platine - FRA : Platine - R-U : 5 × Platine - JAP : Diamant |
| 2004  | Under My Skin - Sortie : 25 mai 2004 - Label : Arista - Formats : CD, téléchargement                       | 1                  | 1                  | 1                  | 1                  | 1                  | 7                  | 1                  | 4                  | 1                  | 13                 | 14                 | 11                 | 14                 | - ALL : Or - AUS : Platine - CAN : 5 × Platine - É-U : 3 × Platine - FRA : Or - R-U : Platine - JAP : Diamant                   |
| 2007  | The Best Damn Thing - Sortie : 17 avril 2007 - Label : RCA - Formats : CD, téléchargement                  | 1                  | 1                  | 2                  | 1                  | 8                  | 2                  | 1                  | 3                  | 1                  | 8                  | 6                  | 18                 | 8                  | - ALL : Platine - AUS : 2 × Platine - CAN : 4 × Platine - É-U : 2 × Platine - FRA : Or - R-U : Platine - JAP : 3 × Platine      |
| 2011  | Goodbye Lullaby - Sortie : 8 mars 2011 - Label : RCA - Formats : CD, téléchargement                        | 4                  | 9                  | 1                  | 1                  | 12                 | 7                  | 4                  | 4                  | 2                  | 11                 | 10                 | 16                 | 8                  | - AUS : Or - CAN : Platine - É-U : Or - JAP : Platine                                                                           |
| 2013  | Avril Lavigne - Sortie : 4 novembre 2013 - Label : Epic Records - Formats : CD, téléchargement             | 5                  | 14                 | 7                  | 4                  | 20                 | 8                  | 15                 | 30                 | 2                  |                    |                    | 19                 | 37                 | - AUS : Or - É-U : Or - JAP : Or                                                                                                |
| 2019  | Head Above Water - Sortie : 15 février 2019 - Label : BMG Rights Management - Formats : CD, téléchargement | 13                 | 10                 | 9                  | 5                  |                    | 21                 | 3                  | 34                 | 7                  |                    |                    |                    |                    | |
| 2022  | Love Sux - Sortie : 25 février 2022 - Label DTA et Elektra Records - Formats : CD, téléchargement          |                    |                    |                    |                    |                    |                    |                    |                    |                    |                    |                    |                    |                    | |

### EP
| Titre               | Détails de l'album                                                                        |
| ------------------- | ----------------------------------------------------------------------------------------- |
| Angus Drive         | - Sortie : 1er mai 2003 - Format : CD - Label : Arista                                    |
| Try to Shut Me Up   | - Sortie : 31 décembre 2003 - Format : Téléchargement digital - Label : Arista            |
| Avril Live Acoustic | - Sortie : 1er juillet 2004 - Labels : Arista, BMG - Formats : CD, téléchargement digital |
| Control Room        | - Sortie : 15 avril 2008 - Labels : Sony BMG, RCA - Formats : Téléchargement digital      |

## Singles
| Année | Single                              | Classements positions | Classements positions | Classements positions | Classements positions | Classements positions | Classements positions | Classements positions | Classements positions | Classements positions | Classements positions | Album               |
| Année | Single                              | É-U                   | R-U                   | CAN                   | AUS                   | FRA                   | ALL                   | IRL                   | N-Z                   | MEX                   | SUÈ                   | Album               |
| ----- | ----------------------------------- | --------------------- | --------------------- | --------------------- | --------------------- | --------------------- | --------------------- | --------------------- | --------------------- | --------------------- | --------------------- | ------------------- |
| 2002  | Complicated                         | 2                     | 1                     | 1                     | 1                     | 1                     | 1                     | 1                     | 1                     | 1                     | 1                     | Let Go              |
| 2002  | Sk8er Boi                           | 10                    | 1                     | 9                     | 3                     | 5                     | 18                    | 6                     | 2                     | 5                     | 12                    | Let Go              |
| 2002  | I'm with You                        | 4                     | 7                     | 13                    | 16                    | 34                    | 13                    | 5                     | 5                     | —                     | 11                    | Let Go              |
| 2003  | Losing Grip                         | 64                    | 22                    | —                     | 20                    | —                     | 43                    | 18                    | —                     | —                     | —                     | Let Go              |
| 2003  | Mobile                              | —                     | —                     | —                     | —                     | —                     | —                     | —                     | 26                    | —                     | —                     | Let Go              |
| 2004  | Don't Tell Me                       | 22                    | 5                     | 5                     | 10                    | 53                    | 10                    | 9                     | 3                     | 1                     | 30                    | Under My Skin       |
| 2004  | My Happy Ending                     | 9                     | 5                     | 11                    | 6                     | 39                    | 17                    | 2                     | 1                     | 1                     | 11                    | Under My Skin       |
| 2004  | Nobody's Home                       | 41                    | 24                    | 4                     | 24                    | 24                    | 29                    | 19                    | 1                     | 1                     | —                     | Under My Skin       |
| 2005  | He Wasn't                           | —                     | 23                    | 92                    | 25                    | —                     | 29                    | 35                    | 38                    | 15                    | —                     | Under My Skin       |
| 2005  | Fall to Pieces                      | 106                   | —                     | 7                     | —                     | —                     | —                     | —                     | —                     | —                     | —                     | Under My Skin       |
| 2006  | Keep Holding On                     | 17                    | 175                   | 2                     | 57                    | —                     | —                     | —                     | —                     | 64                    | —                     | The Best Damn Thing |
| 2007  | Girlfriend                          | 1                     | 2                     | 1                     | 1                     | 2                     | 3                     | 1                     | 1                     | 1                     | 1                     | The Best Damn Thing |
| 2007  | When You're Gone                    | 24                    | 3                     | 8                     | 4                     | 17                    | 17                    | 4                     | 26                    | 65                    | 8                     | The Best Damn Thing |
| 2007  | Hot                                 | 95                    | 30                    | 10                    | 14                    | 49                    | 26                    | 19                    | 30                    | 3                     | 53                    | The Best Damn Thing |
| 2008  | The Best Damn Thing                 | 107                   | —                     | 76                    | —                     | —                     | 64                    | —                     | —                     | —                     | —                     | The Best Damn Thing |
| 2010  | Alice                               | 71                    | 59                    | 51                    | 39                    | —                     | 27                    | —                     | —                     | —                     | —                     | Goodbye Lullaby     |
| 2011  | What the Hell                       | 11                    | 27                    | 8                     | 6                     | 18                    | 21                    | 41                    | 5                     | —                     | 60                    | Goodbye Lullaby     |
| 2011  | Smile                               | 68                    | 189                   | 59                    | 25                    | —                     | 40                    | —                     | 30                    | —                     | —                     | Goodbye Lullaby     |
| 2011  | Wish You Were Here                  | 65                    | —                     | 64                    | —                     | —                     | —                     | —                     | —                     | —                     | —                     | Goodbye Lullaby     |
| 2013  | Here's to Never Growing Up          | 20                    | —                     | 17                    | 15                    | 63                    | 60                    | 7                     | 24                    | —                     | 63                    | Avril Lavigne       |
| 2013  | Rock N Roll                         | 91                    | 68                    | 37                    | 45                    | 128                   | —                     | —                     | —                     | —                     | —                     | Avril Lavigne       |
| 2013  | Let Me Go (featuring Chad Kroeger)  | 78                    | 66                    | 12                    | 77                    | 168                   | 65                    | —                     | —                     | —                     | —                     | Avril Lavigne       |
| 2014  | Hello Kitty                         | 75                    |                       |                       |                       |                       |                       |                       |                       |                       |                       | Avril Lavigne       |
| 2015  | Give You What You Like              |                       |                       |                       |                       |                       |                       |                       |                       |                       |                       | Avril Lavigne       |
| 2018  | Head Above Water                    | 64                    |                       |                       |                       |                       |                       |                       |                       |                       |                       | Head Above Water    |
| 2018  | Tell Me It's Over                   |                       |                       |                       |                       |                       |                       |                       |                       |                       |                       | Head Above Water    |
| 2019  | Dumb Blonde (featuring Nicki Minaj) |                       |                       |                       |                       |                       |                       |                       |                       |                       |                       | Head Above Water    |
| 2019  | I Fell In Love With The Devil       |                       |                       |                       |                       |                       |                       |                       |                       |                       |                       | Head Above Water    |
| 2021  | Bite Me                             | 120                   |                       |                       |                       |                       |                       |                       |                       |                       |                       | Love Sux            |

### Autres singles
| Année | Titre                               | Classements positions | Classements positions | Classements positions | Classements positions | Album               |
| Année | Titre                               | É-U                   | É-U Pop               | CAN                   | R-U                   | Album               |
| ----- | ----------------------------------- | --------------------- | --------------------- | --------------------- | --------------------- | ------------------- |
| 2007  | Innocence                           | 116                   | —                     | 59                    | 190                   | The Best Damn Thing |
| 2007  | Runaway                             | 111                   | 94                    | —                     | —                     | The Best Damn Thing |
| 2013  | Bad Girl (featuring Marilyn Manson) | —                     | —                     | 88                    | —                     | Avril Lavigne       |

## Vidéos

### DVD
- 2003 : My World, live à Buffalo
- 2004 : My Favorite Videos [So Far] (Sorti uniquement aux États-Unis)
- 2005 :  Bonez Tour 2005, live à Budokan (Sorti uniquement au Japon)
- 2008 : The Best Damn Tour live à Toronto 2008
- 2013 : Let Go The Video Avril Lavigne

### Clips
| Année | Clip                          | Réalisateur                 | Notes |
| ----- | ----------------------------- | --------------------------- | --- |
| 2002  | Complicated                   | The Malloys                 | Enregistré au Griffith Park en Californie, en juin 2002. Son frère et sa sœur y apparaissent. Grâce à ce clip, elle remporte son premier MTV Video Music Award dans la catégorie Best New Artist in a Video. |
| 2002  | Sk8er Boy                     | Francis Lawrence            | Enregistré entre le 27 et 28 juillet 2002. Le frère et la sœur de la chanteuse apparaissent brièvement dans cette vidéo. |
| 2002  | Mobile                        | -                           | Enregistré le 18 décembre 2002. La vidéo a été tournée lorsque Mobile devait encore faire office de successeur à Sk8er Boi. Finalement, I'm With You fut choisi pour être le troisième single de Let Go et l'idée d'exploiter Mobile a été abandonnée, tout comme le clip qui n'a été dévoilé aux fans seulement 8 ans plus tard sur Internet. |
| 2002  | I'm With You                  | David LaChapelle            | Enregistré entre le 8 et 9 novembre 2002 à Los Angeles en Californie. |
| 2003  | Losing Grip                   | Liz Friedlander             | Enregistré entre le 25 et 26 février 2003 au Angel Foundation Church à New York. |
| 2003  | Knocking on Heaven's Door     | Marc Lostracco              | Dans cette vidéo, on peut apercevoir des victimes de la guerre et Avril enregistrant la reprise de Bob Dylan. |
| 2004  | Don't Tell Me                 | Liz Friedlander             | Enregistrée entre le 2 et 3 mars 2004, à Los Angeles en Californie. Il s'agit du premier clip où on n'aperçoit pas les membres du groupe. |
| 2004  | My Happy Ending               | Meiert Avis                 | Enregistré le 1er juin 2004 dans Brooklyn à New York. |
| 2004  | Nobody's Home                 | Diana Martel                | Enregistré entre le 29 et 30 juillet 2004 à New York. |
| 2004  | He Wasn't                     | The Malloys                 | Enregistré le 13 décembre à New York. |
| 2007  | Girlfriend                    | The Malloys                 | Enregistré entre le 21 et 22 février 2007 à Los Angeles. Il s'agit du troisième clip d'Avril produit par The Malloys. Le clip vidéo a été vu presque 180 millions de fois sur YouTube. |
| 2007  | When You're Gone              | Marc Klasfeld               | Enregistré en mai 2007 à Los Angeles. |
| 2007  | Girlfriend, The Remix         | R. Malcolm Jones            | Enregistré le 1er juin 2007 à Los Angeles. Il s'agit du premier clip où Avril tourne avec un autre artiste. |
| 2007  | Hot                           | Matthew Rolston             | Enregistré le 8 septembre 2007 dans le New Jersey au Beacon. |
| 2008  | The Best Damn Thing           | Wayne Isham                 | Enregistré le 28 février 2008 à Los Angeles. Son frère fait une apparition. En plus de réaliser ce clip, Wayne Isham a également produit le DVD de la troisième tournée mondiale d'Avril Lavigne, The Best Damn Tour: Live in Toronto. |
| 2010  | Alice                         | Dave Meyers                 | Enregistré entre le 26 et 27 janvier 2010 dans un parc animalier à Los Angeles, l'Arboretum. Pour promouvoir le film de Tim Burton, de nombreuses images du films Alice au pays des merveilles apparaissent dans ce clip. |
| 2010  | What The Hell                 | Marcus Raboy                | Enregistré du 3 au 5 décembre 2010 à Los Angeles en Californie, au Sunset Boulevard. Plusieurs membres de sa famille apparaissent dans cette vidéo. Sa mère joue le rôle d'une vendeuse et son frère fait partie du groupe de musiciens à la fin de la vidéo. Le clip est également marqué par une publicité omniprésente pour Sony, et par la mise en avant de ses parfums et de sa ligne de vêtements. Le clip a été vu plus de 100 millions de fois. |
| 2011  | Smile                         | Shane Drake                 | Enregistré le 21 et 22 avril en Californie. |
| 2011  | Wish You Were Here            | Marc Webb                   | Enregistré le 9 août 2011. Avril décrit ce clip comme "simple mais profond" et indique avoir refusé l'utilisation d'oignons pour simuler ses larmes, précisant avoir réellement pleuré. |
| 2012  | Goodbye                       | Mark Liddel                 | Enregistré en 2012 à l'hôtel "Château Marmont" à Los Angeles. Ce clip est un "cadeau pour ses fans", pour les remercier de "prendre le temps d’écouter sa musique, d’acheter ses chansons, ses albums et de venir à ses concerts". Il clôt l'album Goodbye Lullaby. |
| 2013  | Here's To Never Growing Up    | Shane Drake & Avril Lavigne | Enregistré en 2013, c'est le premier single de son 5e album.Le tournage du clip a eu lieu le 8 et 19 avril 2013. Celui-ci a été mis en ligne le 9 mai 2013 sur le compte Vevo de la chanteuse. Avril Lavigne y est vêtue un peu de la même manière que dans son premier vidéoclip "Complicated", son tout premier single en 2002. |
| 2013  | Rock n Roll                   | Chris Marrs Piliero         | Enregistré en 2013 le 20 août 2013 Bien que les personnages soient réels, le clip s'inspire des cartoons. Avril Lavigne y tient le rôle d'une guerrière. Un moment donné, elle embrasse langoureusement sa coéquipière. |
| 2018  | Head Above Water              | Elliott Lester              | |
| 2018  | Tell Me It's Over             | Erica Silverman             | |
| 2019  | I Fell In Love With The Devil | Elliott Lester              | |

Avril Lavigne apparaît également dans le clip Cheers (Drink To That) de Rihanna sorti mi-2011, une partie de sa chanson I'm With You étant repris dans la chanson. 